# Parque Cônsul Assaf Trad
O Parque Municipal Cônsul Assaf Trad é um parque urbano da cidade de Campo Grande 
(MS). O parque tem uma área de 258.800m2 próxima ao empreendimento Alphaville com muito muito verde, 3 lagos, trilha, estações de alongamento, um playground e um anfiteatro. Depois de pronto, o parque foi doado ao município e passou a ser mais uma opção para passeios com a família e convívio com a natureza. Com 25 hectares, o parque tem, além de muito verde, espaços para a prática de exercícios físicos, trilhas, playground entre outros equipamentos.